# Marija Benediktowna Turowa-Poljak
Marija Benediktowna Turowa-Poljak, geboren Marija Benediktowna Turowa, (russisch Мария Бенедиктовна Турова-Поляк; * 27. Apriljul. / 9. Mai 1899greg. in Warschau; † 19. Juni 1965 in Moskau) war eine polnische bzw. sowjetische Chemikerin und Hochschullehrerin.

## Leben
Turowas Vater war der Arbeit halber mit seiner Familie aus Sluzk nach Warschau gekommen. Der Großvater mütterlicherseits arbeitete in Baku    in Ludvig Nobels Erdölunternehmen. Turowa besuchte in Warschau das 2. Mädchengymnasium, bis im Ersten Weltkrieg die Familie 1915 vor der Deutschen Armee nach Moskau flüchtete. Nach dem Gymnasiumsabschluss im Herbst 1917 begann sie das Studium an den Moskauer Höheren Frauenkursen. Nach der Oktoberrevolution arbeitete sie notgedrungen in der Staatlichen Tabakindustrieverwaltung und heiratete bald N. A. Poljak.
Das Studium konnte Turowa 1920 an der Universität Moskau (MGU) in der Naturwissenschaft-Abteilung der Physikalisch-Mathematischen Fakultät wieder aufnehmen. Sie schloss das Studium 1924 mit Spezialisierung auf Organische Chemie am Lehrstuhl für Organische Chemie bei Nikolai Selinski ab, der seit 1920 mit seinen Studenten im Laboratorium des Lehrstuhls ein breites Feld theoretischer und praktischer Probleme bearbeitete. Es folgte dort die Aspirantur.
Im Hinblick auf das gesteigerte Interesse an Untersuchungen der Quellen der Fossilen Energie konzentrierte sich Turowa auf den katalytischen Umbau von Kohlenwasserstoff-Molekülen. In den Berichten der Deutschen Chemischen Gesellschaft veröffentlichte sie 1925 mit Selinski as Koautor einen Bericht über die Isomerisierung von Decalin durch Aluminium-Halogenide. Sie verteidigte 1928 ihre Dissertation über die geometrische Isomerie der Hexahydro-Naphthaline mit Erfolg für die Promotion zur Kandidatin der chemischen Wissenschaften. Zusammen mit Alexei Balandin entwickelte sie einen neuen Katalysator-Typ mit Phosphorsäure auf Aktivkohle.
Im Rahmen eines Industrieauftrags  zum Cracken von Erdölkohlenwasserstoffen und zur katalytischen Dehydrierung untersuchte Turowa die katalytische Aktivität von Platin, Palladium und anderen Elementen der VIII. Gruppe des Periodensystems. Zusammen mit Selinski löste sie das durch einen Kohlenstofffilm verursachte Problem der Katalysator-Deaktivierung  und schlug eine Oxidationsmethode zur Katalysator-Regeneration vor. Diese Arbeiten wurden zweimal mit dem Preis des Komitees für Volkswirtschaft des Gosplan der UdSSR ausgezeichnet.
Zu Beginn des Deutsch-Sowjetischen Kriegs wurde Turowas Mann N. A. Poljak nach Swerdlowsk geschickt, um Kraftwerke für die Versorgung der aus dem Westen evakuierten Unternehmen zu bauen. Infolgedessen setzte Turowa ihre Arbeit am Lehrstuhl für Organische Chemie des Swerdlowsker Medizinischen Instituts fort. Nach dem Krieg zurück in Moskau stellte sie ihre vielfachen Ergebnisse in ihrer Doktor-Dissertation über die Isomerisierung von Polymethylen-Kohlenwasserstoffen unter dem Einfluss von Aluminiumchlorid zusammen, die sie 1947 mit Erfolg für die Promotion zur Doktorin der chemischen Wissenschaften verteidigte.
Bei der Fortführung ihrer Arbeiten untersuchte Turowa auch die katalytischen Eigenschaften natürlicher Aluminiumsilikate. Schließlich begann sie eine systematische Untersuchung der katalytischen Aktivität der Seltenerd-Oxide in Reaktionen zur Gewinnung von Olefinen, Ketonen, Ethern u. a.
Neben ihrer Forschungs- und Entwicklungsarbeit hatte Turowa immer gelehrt und war seit 1950 Professorin des Lehrstuhls für Organische Chemie und des Laboratoriums für katalytische Synthese der MGU. Sie gehörte 1964 zur sowjetischen Delegation auf dem Katalyse-Kongress in Paris.
Turowa begeisterte sich schon früh für Musik und nahm in ihrer Jugend Gesangsunterricht am Moskauer Konservatorium. Sie besuchte ständig Konzerte und Theatervorstellungen und war mit dem Opernsänger 
Iwan Koslowski befreundet. Die Physikochemikerin Natalija Turowa war eine Nichte Turowas.
Turowa starb am 19. Juni 1965 in Moskau und wurde auf dem Friedhof Wostrjakowo begraben.